# Геннвайлер
Геннвайлер (нім. Hennweiler) — громада в Німеччині, розташована в землі Рейнланд-Пфальц. Входить до складу району Бад-Кройцнах. Складова частина об'єднання громад Кірн-Ланд.
Площа — 14,11 км2. Населення становить 1220 ос. (станом на 31 грудня 2020).